# Peperomia diaphanoides
Peperomia diaphanoides är en pepparväxtart som beskrevs av Gustav Adolf Hugo Dahlstedt. Peperomia diaphanoides ingår i släktet peperomior, och familjen pepparväxter. Inga underarter finns listade i Catalogue of Life.